# کانال ۴ (کانال تلویزیونی اروگوئه)
کانال ۴ (انگلیسی: Canal 4)، یک ایستگاه تلویزیونی واقع در مونته‌ویدئو در اروگوئه است.